# Kreia
Kreia – jedna z kluczowych postaci w komputerowej grze RPG Knights of the Old Republic II: The Sith Lords, mistrzyni Jedi, a w późniejszym czasie Lady Sithów znana jako Darth Traya. Jej rodzinna planeta jest nieznana.
Mistrzyni Revana, mająca później kolejnych dwóch uczniów – Darth Nihilusa i Darth Siona, przez obu została zdradzona, gdyż obaj jej uczniowie chcieli sami niepodzielnie i niezależnie jeden od drugiego władać Galaktyką.
Pięć lat po wojnie domowej Jedi Kreia ukrywa się przed swymi dawnymi uczniami Nihilusem i Sionem w opustoszałym świecie Peragus II. Tutaj między nią a Wygnaną Jedi ujawnia się Więź Mocy, która ma wielkie znaczenie dla Krei, a raczej jej alter ego – Darth Trayi. Kreia wyczuwa, że Wygnana Jedi jest bardzo potężna i może jej pomóc pokonać najgroźniejszych przeciwników – jej dawnych uczniów. Podczas ucieczki z Peragus II na statku Harbinger natykają się na Darth Siona, w pojedynku z nim Kreia traci dłoń.
Siła Krei w posługiwaniu się Mocą była duża, przez co wywoływała ona silny wpływ na Wygnaną Jedi, w rezultacie sprowadzając ją na Malachor V – świat zniszczony podczas Wojen Mandaloriańskich. Tutaj dochodzi do pojedynku z Sionem a ostatecznie samą Kreią/Darth Trayą w Akademii Sithów założonej przez samą Kreię. Kreia została pokonana przez Wygnaną, co przyczyniło się do zrujnowania Akademii Sithów i rozpadu świata Malachor V.